# Agasias (figlio di Menofilo)
Agasia, figlio di Menofilo (Efeso, ... – ...; fl. I secolo a.C.), è stato uno scultore greco antico attivo nel I secolo a.C..
Agasia, figlio di Menofilo, noto per 4 iscrizioni firmate, appartenute a statue onorifiche e rinvenute a Delo, grazie alle quali è stato possibile datare la sua attività al I secolo a.C. Altre due firme provengono da Tino, appartenute a due opere bronzee speculari, secondo il gusto ellenistico, le quali ornavano l'altare del santuario di Posidone e Anfitrite. Gli viene attribuita una figura di gladiatore, in marmo, attualmente conservata ed esposta nel Museo archeologico nazionale di Atene.